# دونالد کولز
دونالد کولز (انگلیسی: Donald Coles; ۲۹ ژوئیهٔ ۱۸۷۹ – ۱۳ دسامبر ۱۹۴۱) بازیکن فوتبال بود.
از باشگاه‌هایی که در آن بازی کرده‌است می‌توان به باشگاه فوتبال لستر سیتی اشاره کرد.